# RZA

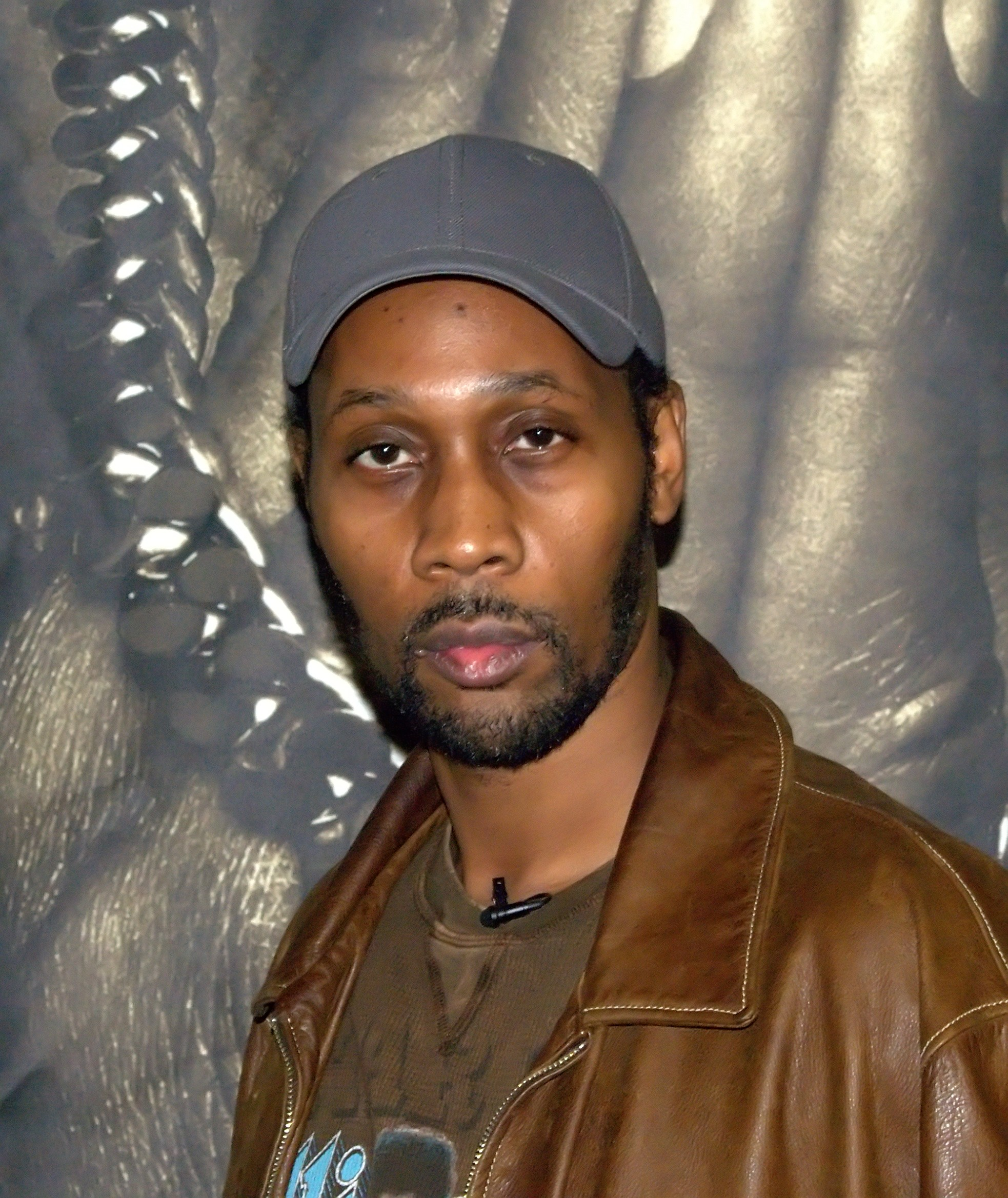
2009年.

RZA（リッザ、本名 ロバート・ディグス（Robert Diggs）、1969年7月5日 - ）は、アメリカ合衆国のニューヨーク市ブルックリン区ブラウンズヴィル出身のヒップホップ・アーティスト、プロデューサー、ラッパー、俳優、映画監督。

## 人物
名前は、本名の頭文字と、「カミソリ」を意味する「Razor」をもじったもので、曲中では「レザ」と発音されることが多い（ときに「Razor Sharp」と自称する）。ウータン・クランの事実上のリーダーであり、またグレイブディガズの一員でもある。
Wu-Tang Clanは1992年12月にファーストシングル「Protect Ya Neck」をリリースした。その後、1993年にMasta Killaがグループに加わり、9人目のメンバーとなった。彼らは1993年11月にデビューアルバム「Enter the Wu-Tang (36 Chambers)」をリリースした。RZAはWu-Tang Clanの事実上のリーダーとして活動し、グループの曲をプロデュースし、誰がどのトラックに配置されるかを決定した。
1994年-1996年: グレイヴディグガズとウータンのソロプロジェクトでは、グループのメンバーがソロ活動を始め、RZAは1994年から1996年にかけてWu-Tangがリリースしたほぼすべての作品をプロデュースし続け、これにはインストゥルメンタルトラックの作曲とアレンジ、そして創造的なプロセスの監督と監督が含まれていた。彼はメンバーたちのソロ活動や、グループと関係するアーティストたちの作品のプロデュースも手がけてきた。ボビー・デジタル名義の2枚のアルバムを含め、ソロアルバムでの成功も収めた他、いくつかの映画音楽も手がけてきた。彼の音楽性は、常に進化してきている。また、早回しにされたソウル音楽のサンプリングの使用、カニエ・ウエストやジャスト・ブレイズなどの人気プロデューサーに影響を与えたこと、非常に高音で活用される弦楽器音、アバンギャルド的な音楽性、アンダーグランド・ヒップホップ界のアーティストたちの創造性を刺激してきた実験的な手法など、ヒップホップに革新をもたらしてきた。ウータン・クランの特徴的な音作りは、彼の手でなされてきたと言ってよい存在である。マーシャルアーツ映画を愛好し、創作活動の面で映画からは大きな影響を受けている。彼にとっての特別な作品としては『五毒拳』、『少林寺三十六房』、『獣兵衛忍風帖』、『北斗の拳』等のカンフー映画やアニメがあり、そのことから、映画関係者から仕事を依頼されることも多い。これまで映画関連で携わった仕事は音楽製作に留まらず出演や監督にまで及ぶ。

## ディスコグラフィ
- Bobby Digital In Stereo (1998)
- Digital Bullet (2001)
- Birth of a Prince (2003)
- Digi Snacks (2008)

## フィルモグラフィ
- ゴースト・ドッグ Ghost Dog: The Way of the Samurai (1999) - 音楽
- コーヒー&シガレッツ Coffee and Cigarettes (2003) - 出演
- キル・ビル Vol.1 Kill Bill: Vol.1 (2003) - 音楽
- キル・ビル Vol.2 Kill Bill: Vol.2 (2004) - 音楽
- Getting Up: Contents Under Pressure (2005) - テレビゲーム、声の出演
- すべてはその朝始まった Derailed (2005) - 出演
- アフロサムライ Afro Samurai (2007) - 音楽
- アメリカン・ギャングスター American Gangster (2007) - 出演
- Gospel Hill (2008) - 出演
- 素敵な人生の終り方 Funny People (2009) - 出演
- アフロサムライ:レザレクション Afro Samurai: Resurrection (2009) - 音楽
- レポゼッション・メン Repo Mem (2010) - 出演
- デュー・デート 〜出産まであと5日!史上最悪のアメリカ横断〜 Due Date (2010) - 出演
- スリーデイズ The Next Three Days (2010) - 出演
- A Very Harold & Kumar 3D Christmas (2011) - 出演
- カリフォルニケーション Californication (2012) - テレビドラマ、第5シーズンで計9話に出演
- アイアン・フィスト The Man With The Iron Fists (2012) - 原案、脚本、音楽、出演、監督
- ジャンゴ 繋がれざる者 Django Unchained (2012) - 楽曲提供
- G.I.ジョー バック2リベンジ G.I. Joe: Retaliation (2013) - 出演
- マッハ!無限大 原題: ต้มยำกุ้ง 2 英題: Tom-Yum-Goong 2 (2013) - 出演
- フルスロットル Brick Mansions (2014) - 出演
- バッド・バディ! 私と彼の暗殺デート Mr. Right (2015) - 出演
- デッド・ドント・ダイ The Dead Don't Die (2019) - 出演
- Mr.ノーバディ Nobody（2021）- 出演
- ミニオンズ フィーバー Minions: The Rise of Gru (2021) - 声の出演
- クリーン ある殺し屋の献身 Clean（2021）- 出演